# Gamasiphis incudis
Gamasiphis incudis är en spindeldjursart som beskrevs av Wolfgang Karg 1993. Gamasiphis incudis ingår i släktet Gamasiphis och familjen Ologamasidae. Inga underarter finns listade i Catalogue of Life.